# Иосиф (Левицкий)
Архимандрит Иосиф (в схиме Иларион, в миру Иван Левицкий; 1831 — 29 апреля 1891, Афон) — архимандрит, ризничий московской патриаршей ризницы и настоятель московского Высокопетровского монастыря.
Окончил в духовную семинарию.
Некоторое время был ризничим Московской Патриаршей ризницы, достопримечательностям которой он посвятил несколько своих книг. Из-под пера которого вышло немало брошюр, посвящённых памятникам церковной истории Москвы.
С 1882 по 1884 года бы архимандритом Высокопетровского монастыря.
В 1884 году удалился на Афон в Андреевский русский скит. Здесь он был пострижен в схиму с именем Иларион, стал скитским духовником и оставался им до самой своей смерти в 1891 году. Пользовался большим уважением всей братии.

## Сочинения
- Оглавление Четиих-Миней священника Иоанна Милютина. — [Москва]: Унив. тип. (Катков и К°), ценз. 1867. — 168 с.
- О мироварении. — М.: Синод. тип.,, 1869.
- Краткие сведения о достопримечательнейших предметах, находящихся в Патриаршей или Синодальной ризнице. — М., 1870.
- Священные древности, хранящиеся в бывшей Патриаршей, ныне мироварной палате. — М., 1871.
- Путеводитель к святыне и к священным достопамятностям Москвы и её окрестностей. — М., 1871
- Краткие сведения о Московских соборах и монастырях, находящихся в Кремле, 1872
- О замечательнейших облачениях св. Фотия, митрополита Московского. — М., 1872.
- Монастырский вопрос: Несколько заметок по поводу современных толков о реформе монастырей // «Странник». — СПб. — 1872.
- О Московских соборах и монастырях, находящихся в Кремле. — М., 1874.
- Московские соборы и монастыри. — М., 1875.
- О всероссийских патриархах и патриаршей ризнице. — М., 1876.
- Путеводитель к святыне и священным достопамятностям Москвы ея окрестностей. — Изд. 8-е, испр. и доп. — М.: Тип. И. Ефимова, 1881. — VIII, 223 с.
- Опись рукописей, перенесённых из библиотеки Иосифова монастыря в библиотеку Московской духовной академии. — М., 1882.
- Подробное оглавление Великих Четьих-Миней Всероссийского Митрополита Макария, хранящихся в Московской Патриаршей (ныне Синодальной) библиотеке. — М., 1892.
- Путеводитель к святыне и священным достопамятностям Москвы. — Изд. VI-е. — М.: изд. наследников, 1896. — 288 с.
- Описание Московского Сретенского монастыря. — М., 1911.